# Alba de Tormes
Pour les articles homonymes, voir Alba.
Alba de Tormes (ou Albe) est une commune de la province de Salamanque dans la communauté autonome de Castille-et-León en Espagne.

## Géographie

### Communes limitrophes
La commune confronte : au nord Garcihernández, à l'est Aldeaseca de Alba, au sud-est Navales, au sud Encinas de Arriba, au sud-ouest Martinamor, et à l'ouest Terradillos.

## Histoire
Alba de Tormes est une commune chargée d'histoire. Elle était le siège du Duché d'Alba de Tormes.

### XVIesiècle

#### Thérèse d'Avila
En 1571, Thérèse d'Avila fonde un couvent de religieuses carmélites. En 1582, rentrant de Burgos où elle vient de faire sa dernière fondation, très fatiguée et malade, elle s'arrête au couvent d'Alba de Tormes pour se reposer. Elle compte rentrer à Avila au couvent Saint-Joseph. Mais elle meurt à Alba le 4 octobre 1582. Thérèse est enterrée dans la chapelle du couvent.
Lors du chapitre de l'Ordre des Carmes déchaux à Pastrane en 1585, il est décidé de transférer le corps de Thérèse au couvent Saint-Joseph d'Ávila. Le 25 novembre 1585, le corps est exhumé, les religieuses d'Alba demandant de conserver une relique de la sainte, un bras est sectionné du corps et conservé dans leur couvent. Le reste du corps est secrètement envoyé à Ávila (pour éviter le blocage des autorités et des habitants de la ville d'Alba). Mais quand le duc d'Alba se rend compte du transfert, il écrit au pape pour se plaindre de cet enlèvement réalisé à son insu et demander le retour de la précieuse relique. Le pape soutient sa demande et exige la restitution du corps. La dépouille de Thérèse revient au couvent d'Alba de Tormes le 25 août 1586, toujours transférée dans la discrétion, cette fois pour ne pas choquer les Avilans.
En 1670, le corps de Thérèse est transféré dans une châsse d'argent. Le 13 octobre 1760, la dépouille in-corrompue de Thérèse est placée dans un tombeau en marbre sculpté par Jacques Marquet et placé au-dessus du maître-autel de l'église de l'Annonciation d'Alba de Tormes.

### XIXesiècle
Les Français y battirent les Espagnols le 25 novembre 1809, mais y furent battus par les Alliés (es) en novembre 1812.

## Démographie
| 1991 | 1996 | 2001 | 2004 |
| ---- | ---- | ---- | ---- |
| 4344 | 4647 | 4855 | 4844 |

## Économie
Son économie repose sur les céréales, betteraves sucrières, pois chiches, pommes de terre. Il s'agit d'une culture en zone sèche.

## Patrimoine

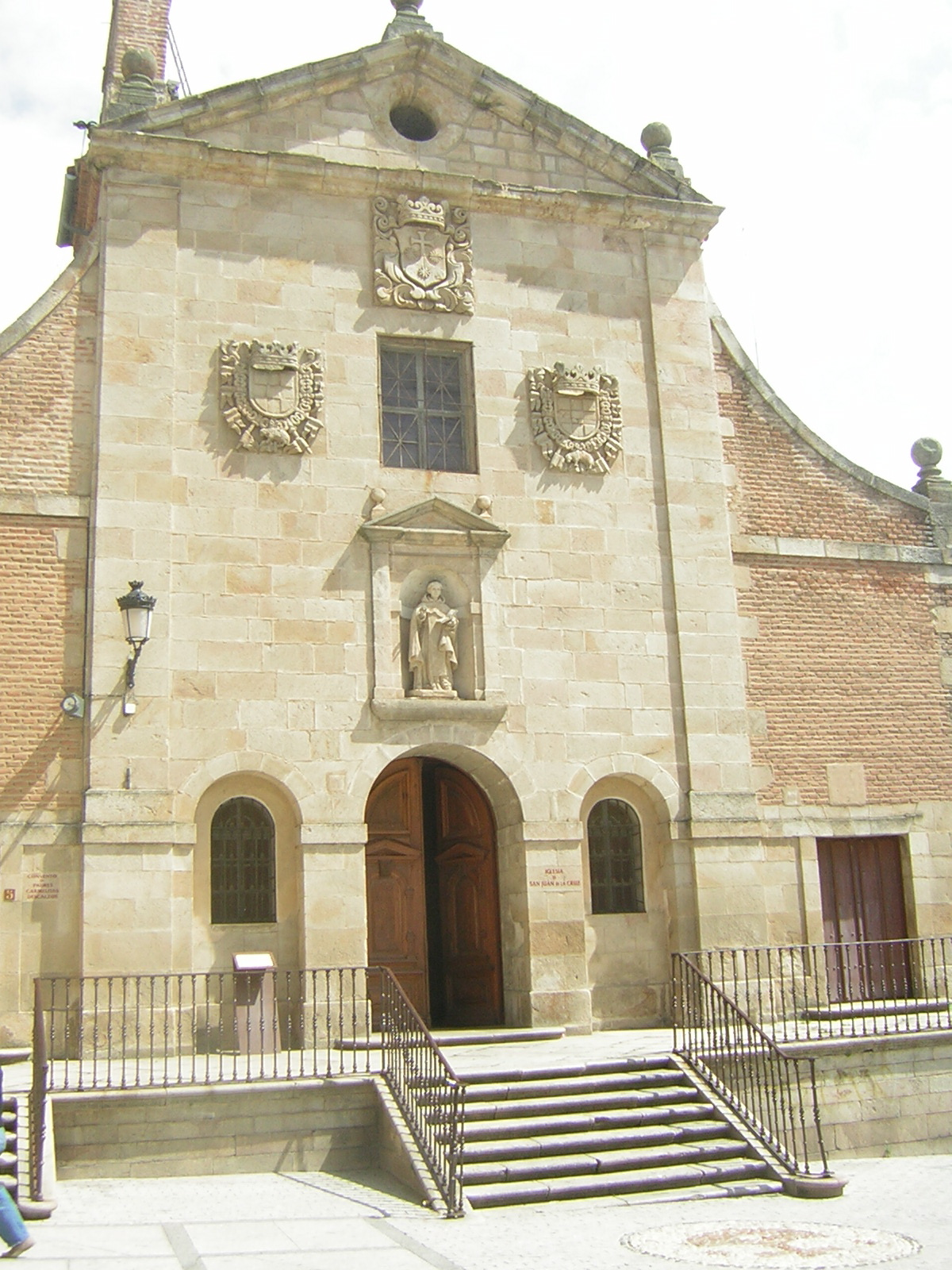
Église de San Juan de la Cruz

- Basilique (XIXe siècle) : Elle fut conçue pour abriter les restes de la sainte et accueillir les milliers de pèlerins qui viennent les voir. À remarquer les 8 chapelles latérales.
- Château des Ducs d'Alba : sa construction a commencé vers 1430, et s'est terminée au XVIe siècle. Il était la résidence des Ducs d'Alba. La sobriété des sévères murs de l'antique Torre del Homenaje (Tour de l'Hommage), contraste avec la grandeur de son intérieur, où la Sala de la Armería possède d'exceptionnelles fresques de la Renaissance réalisées par l'italien Cristóbal Passini. La salle basse abrite une intéressante exposition des restes archéologiques rencontrés lors des fouilles réalisées dans le château en 1993.
- Ermitage de la vierge de Otero
- Pont de la rivière Tormes
- Église MM Benedictinas
- Collège - Séminaire San Jerónimo[8] : c'est un monastère qui appartenait aux Prémontrés et qui après passa à l'ordre de San Jeronimo, d'où son nom. Actuellement c'est un collège des Pères Reparadores.
- Église de Santiago : c'est la plus ancienne de Alba. Elle servit d'auberge aux pèlerins. On y trouve une juxtaposition de mauresque et de roman dans un mélange de brique et de pierre.
- Église de San Juan de la Cruz : première église au monde dédiée au saint carme.
- Église de San Juan : elle fut construite à la fin du XIIe siècle et au début du XIIIe. Elle est de style roman-mudéjar. Elle a été déclarée Monument National.
- Église de San Pedro : portail gothique qui subsiste après un incendie qui détruisit complètement l'édifice. C'est le siège paroissial d'Alba.

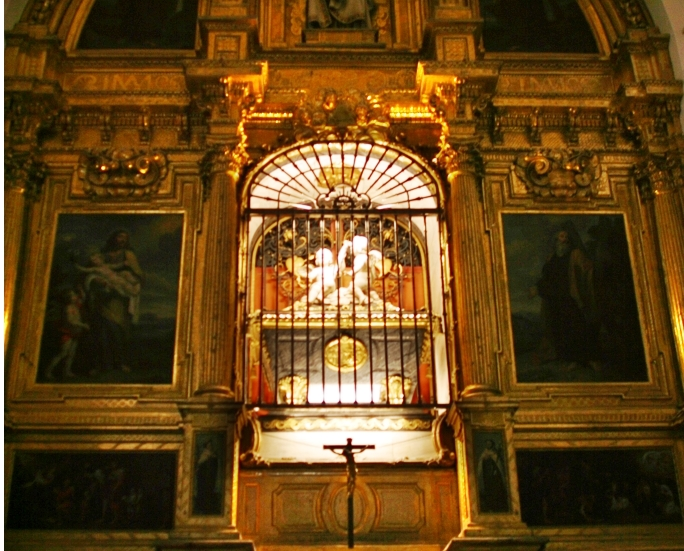
Le sépulcre de Thérèse d'Avila au niveau du retable du couvent carmélite d'Alba de Tormes.

- Église de l'Annonciation (église du couvent des carmélites) : on y trouve le tombeau de Thérèse d'Avila, placé au-dessus du maître-autel dans un tombeau de marbre sculpté[6]. Les reliquaires contenant le bras gauche et le cœur de Thérèse sont exposés au musée de l'église de l'Annonciation. Sur les murs du réfectoire du carmel d'Alba de Tormes sont inscrites les paroles de Thérèse : « Allez à table comme à la Croix, à la Croix comme à la table. ». Son couvent est devenu un haut lieu de pèlerinage.

## Fêtes
- 5 février.
- 25-27 août : Fête de la Transverbération de sainte Thérèse ou Fête de l'été.
- 14-22 octobre : Fêtes Patronales en l'honneur de sainte Thérèse.